# 皇家內陸醫院
皇家內陸醫院（英語：Royal Inland Hospital，縮寫），是一間位於加拿大英屬哥倫比亞省甘露市的一間醫院，成立於1885年，醫療受眾地區約225,000平方公里。

## 資料來源
1. ↑  . rihretirees.com.   [2014-01-30]. （原始内容存档于25 June 2016）.
2. ↑  . rihfoundation.ca.   [2014-01-30]. （原始内容存档于2016-08-02）.